# جورج بوشكاش
جورج بوشكاش ((بالإنجليزية: George Pușcaș)‏؛ مواليد 8 أبريل 1996) لاعب كرة قدم روماني يلعب حالياً مع نادي إنتر ميلان الإيطالي في مركز الهجوم.

## روابط خارجية
- جورج بوشكاش على موقع الاتحاد الدولي (مؤرشف)  (الإنجليزية)
- جورج بوشكاش على موقع الاتحاد الأوربي (الإنجليزية)
- جورج بوشكاش على موقع قاعدة بيانات كرة القدم.إي يو (الإنجليزية)
- جورج بوشكاش على موقع ليكيب (الفرنسية)
- جورج بوشكاش على موقع ناشيونال فوتبول تيمز (الإنجليزية)
- جورج بوشكاش على موقع Soccerbase.com (لاعب) (الإنجليزية)
- جورج بوشكاش على موقع Soccerway.com (الإنجليزية)
- جورج بوشكاش على موقع عالم كرة القدم.نت (الإنجليزية)
- جورج بوشكاش على موقع AS.com (الإسبانية)